# 鴻池忠彦
鴻池 忠彦（このいけ ただひこ、1953年11月7日- ）は、日本の実業家。鴻池運輸代表取締役社長。富山県出身。

## 来歴
1976年に関西学院大学商学部卒業後、鴻池組（現鴻池運輸）入社。1983年常務取締役、2003年代表取締役社長、2018年から現職。